# قودیال
قودیال (به لاتین: Qudyal) یک رود در جمهوری آذربایجان است که در شهرستان قبله واقع شده‌است.